# Bendejun
Ne doit pas être confondu avec Bédejun.
Bendejun (prononcer [bɛ̃deʒœ̃] ; nommé également Bendéjun non officiellement) est une commune française située dans le département des Alpes-Maritimes, en région Provence-Alpes-Côte d'Azur.
Ses habitants sont appelés les Bendejunois.

## Géographie

### Description
Le village est situé à 18 km au nord de Nice (direction Contes - Coaraze - Peïra-Cava par le col Saint-Roch).
Ce village est éparpillé sur des terrasses en campagne.

### Communes limitrophes
| Levens           | Coaraze                  | Coaraze                          |
| Levens           | Bendejun                 | Contes                           |
| Tourrette-Levens | Châteauneuf-Villevieille | Châteauneuf-Villevieille, Contes |

### Climat
Pour des articles plus généraux, voir Climat de Provence-Alpes-Côte d'Azur et Climat des Alpes-Maritimes.
En 2010, le climat de la commune est de type climat méditerranéen altéré, selon une étude du Centre national de la recherche scientifique s'appuyant sur une série de données couvrant la période 1971-2000. En 2020, Météo-France publie une typologie des climats de la France métropolitaine dans laquelle la commune est exposée à un climat méditerranéen et est dans la région climatique Var, Alpes-Maritimes, caractérisée par une pluviométrie abondante en automne et en hiver (250 à 300 mm en automne), un très bon ensoleillement en été (fraction d’insolation > 75 %), un hiver doux (8 °C) et peu de brouillards.
Pour la période 1971-2000, la température annuelle moyenne est de 13,9 °C, avec une amplitude thermique annuelle de 15,6 °C. Le cumul annuel moyen de précipitations est de 906 mm, avec 5,8 jours de précipitations en janvier et 3,5 jours en juillet. Pour la période 1991-2020, la température moyenne annuelle observée sur la station météorologique de Météo-France la plus proche, « Levens », sur la commune de Levens à 6 km à vol d'oiseau, est de 12,9 °C et le cumul annuel moyen de précipitations est de 982,1 mm. 
La température maximale relevée sur cette station est de 35,1 °C, atteinte le 28 juin 2019 ; la température minimale est de −7,8 °C, atteinte le 6 février 2012,,.
Les paramètres climatiques de la commune ont été estimés pour le milieu du siècle (2041-2070) selon différents scénarios d'émission de gaz à effet de serre à partir des nouvelles projections climatiques de référence DRIAS-2020. Ils sont consultables sur un site dédié publié par Météo-France en novembre 2022.

## Urbanisme

### Typologie
Au 1er janvier 2024, Bendejun est catégorisée bourg rural, selon la nouvelle grille communale de densité à 7 niveaux définie par l'Insee en 2022.
Elle est située hors unité urbaine. Par ailleurs la commune fait partie de l'aire d'attraction de Nice, dont elle est une commune de la couronne,. Cette aire, qui regroupe 100 communes, est catégorisée dans les aires de 200 000 à moins de 700 000 habitants,.

### Occupation des sols
L'occupation des sols de la commune, telle qu'elle ressort de la base de données européenne d’occupation biophysique des sols Corine Land Cover (CLC), est marquée par l'importance des forêts et milieux semi-naturels (82,5 % en 2018), en diminution par rapport à 1990 (87,3 %). La répartition détaillée en 2018 est la suivante : 
milieux à végétation arbustive et/ou herbacée (51 %), forêts (31,5 %), zones urbanisées (12,8 %), zones agricoles hétérogènes (4,7 %).
L'évolution de l’occupation des sols de la commune et de ses infrastructures peut être observée sur les différentes représentations cartographiques du territoire : la carte de Cassini (XVIIIe siècle), la carte d'état-major (1820-1866) et les cartes ou photos aériennes de l'IGN pour la période actuelle (1950 à aujourd'hui).

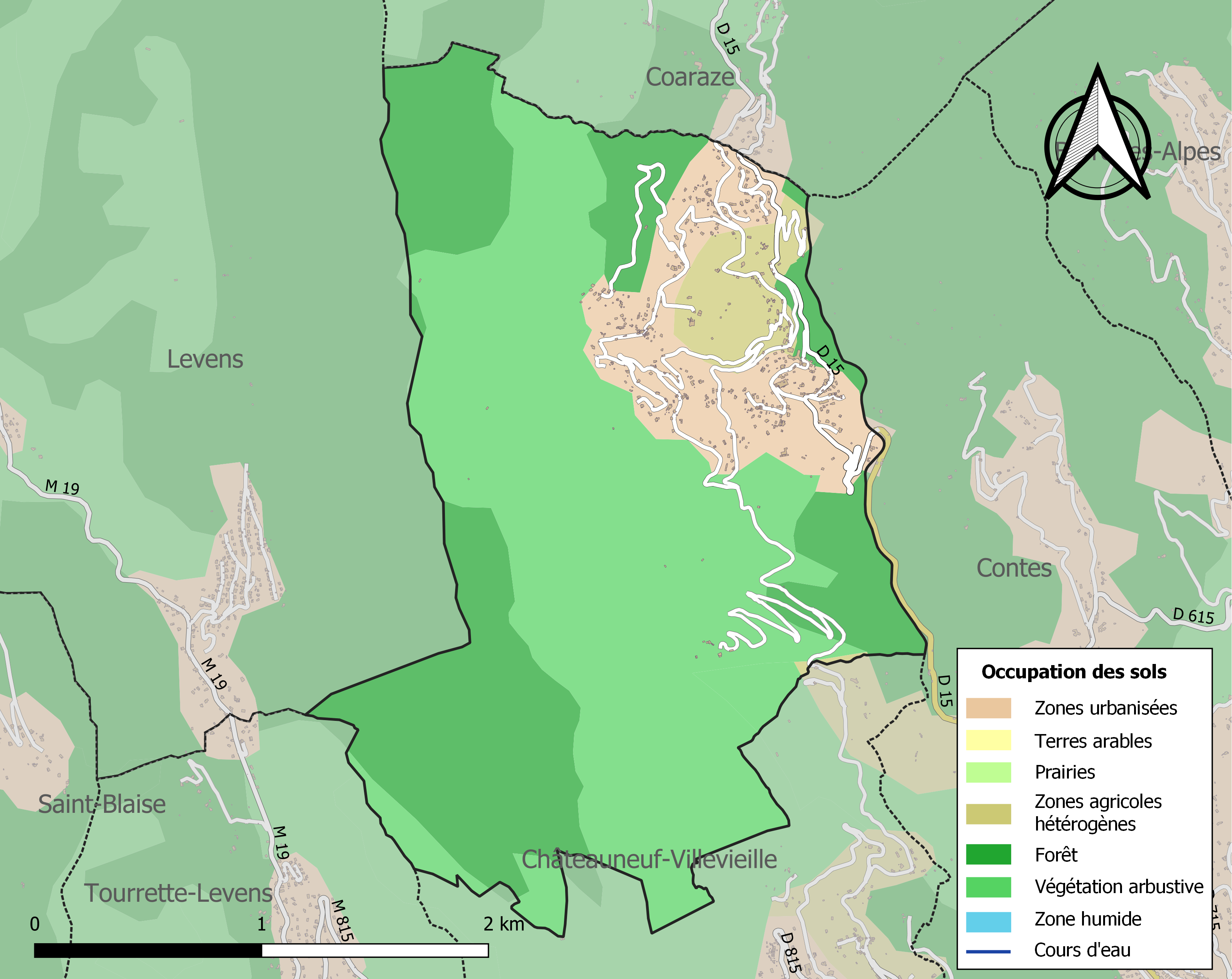
Carte de l'occupation des sols de la commune en 2018 (CLC).

### Habitat et logement
En 2018, le nombre total de logements dans la commune était de 483, alors qu'il était de 481 en 2013 et de 440 en 2008.
Parmi ces logements, 77,7 % étaient des résidences principales, 12,1 % des résidences secondaires et 10,2 % des logements vacants. Ces logements étaient pour 77 % d'entre eux des maisons individuelles et pour 22,1 % des appartements.
Le tableau ci-dessous présente la typologie des logements à Bendejun en 2018 en comparaison avec celle des Alpes-Maritimes et de la France entière. Une caractéristique marquante du parc de logements est ainsi une proportion de résidences secondaires et logements occasionnels (12,1 %) inférieure à celle du département (25,3 %) mais supérieure à celle de la France entière (9,7 %). Concernant le statut d'occupation de ces logements, 68,6 % des habitants de la commune sont propriétaires de leur logement (67,2 % en 2013), contre 55,3 % pour les Alpes-Maritimes et 57,5 % pour la France entière.
| Typologie                                               | Bendejun | Alpes-Maritimes | France entière |
| ------------------------------------------------------- | -------- | --------------- | -------------- |
| Résidences principales (en %)                           | 77,7     | 66,4            | 82,1           |
| Résidences secondaires et logements occasionnels (en %) | 12,1     | 25,3            | 9,7            |
| Logements vacants (en %)                                | 10,2     | 8,4             | 8,2            |

## Toponymie
Bendejun est attesté sous la forme « Villa que nominant Bec de Juno » en 1030 dans un chartier de Saint-Pons.
Bec : en topographie, le mot bec désigne également une partie de terre qui s’avance en pointe au confluent de deux cours d’eau ou à l’extrémité d’un promontoire maritime.
Juno est le nom d’une importante famille romaine de Cimiez, qui devait posséder des terres à Bendejun.

## Histoire
Bendejun est une station climatique recherchée depuis le début du siècle.

### Antiquité
L’histoire de Bendejun remonte à l’antiquité. Une implantation gallo-romaine a été relevée à l’ouest de l’actuelle agglomération, qui supportait peut-être le site du village médiéval.

### Moyen Âge
Le nom de Bendejun -Brechet- apparaît dès le XIe siècle, en 1030, sous le titre de son église dédiée à saint Benoît et administrée par les bénédictins de Saint-Pons. Mais, dès le XIIIe siècle, cette première implantation semble s’être dispersée.
De fait, l’agglomération se forme progressivement en contrebas, tout en présentant un caractère d’habitat dispersé rare dans le comté de Nice.

### Temps modernes
Le 22 novembre 1622, Pierre Maletti, évêque de Nice, érige en paroisse le lieu de Bendejun en le détachant de Châteauneuf « à cause de la distance avec le chef-lieu ». L’église avait pour titulaire Notre-Dame-du-Saint-Rosaire, aujourd'hui l'église-vieille.

### Époque contemporaine
À la fin du XIXe siècle, la bourgeoisie niçoise y fait construire des demeures de plaisance destinées à ses frais séjours d’été, demeures toujours visibles, parsemant la campagne.
Un tremblement de terre secoue le village le 23 février 1887.
Le hameau de Bendejun est érigé en commune en 1911 par détachement du territoire de Châteauneuf-Villevieille.

## Politique et administration

### Rattachements administratifs et électoraux

#### Rattachements administratifs
La commune se trouve depuis sa création dans l'arrondissement de Nice du département des Alpes-Maritimes.
Elle faisait partie du canton de Contes. Dans le cadre du redécoupage cantonal de 2014 en France, cette circonscription administrative territoriale a disparu, et le canton n'est plus qu'une circonscription électorale.

#### Rattachements électoraux
Pour les élections départementales, la commune fait partie depuis 2014 d'un  nouveau canton de Contes, porté de 7 à 20 communes.
Pour l'élection des députés, elle fait partie de la quatrième circonscription des Alpes-Maritimes.

### Intercommunalité
Bendejun  est membre de la communauté de communes du Pays des Paillons, un établissement public de coopération intercommunale (EPCI) à fiscalité propre créé fin 2003 et auquel la commune avait transféré un certain nombre de ses compétences, dans les conditions déterminées par le code général des collectivités territoriales.

### Liste des maires
| Période                                  | Période        | Identité                     | Étiquette | Qualité |
| ---------------------------------------- | -------------- | ---------------------------- | --------- | --- |
| Les données manquantes sont à compléter. |                |                              |           | |
| 1911                                     | 1919           | Xavier Saissi de Châteauneuf |           | Comte, premier maire de la commune |
| 1919                                     | 1944           | François Gastaud             |           | |
| 1944                                     | 1946           | Charles Mannoni              |           | |
| 1946                                     | 1985           | René Bermon                  |           | |
| 1985                                     | mars 2001      | Jean Guillon                 |           | Professeur d'université, officier de réserve Suppléant de Christian Estrosi (1988-1993) Chevalier de la Légion d'honneur, officier de l'ordre du Mérite, Croix de la valeur militaire, Croix du combattant, Chevalier des Palmes académiques |
| mars 2001                                | novembre 2009, | M. Claude Cristini           | SE        | Démissionnaire |
| décembre 2009                            | octobre 2022   | Joël Gosse                   | PCF       | Retraité Vice-président de la CC du pays des Paillons ( ? → 2022) Démissionnaire |
| octobre 2022                             | En cours       | Christine Beille-Tourscher   | SE        | Fonctionnaire d’État Vice-présidente de la CC du pays des Paillons (2022 → ) |

## Équipements et services publics
Bendejun possède une médiathèque, des aires de jeux, un tennis, et la ville et plusieurs acteurs associatifs organisent toute l'année des soirées concerts, théâtre et cinéma.
Une nouvelle école disposant d'une salle polyvalente et d'une cantine a été construite en 2009 et ouverte en septembre 2009.

## Démographie
L'évolution du nombre d'habitants est connue à travers les recensements de la population effectués dans la commune depuis 1911. Pour les communes de moins de 10 000 habitants, une enquête de recensement portant sur toute la population est réalisée tous les cinq ans, les populations de référence des années intermédiaires étant quant à elles estimées par interpolation ou extrapolation. Pour la commune, le premier recensement exhaustif entrant dans le cadre du nouveau dispositif a été réalisé en 2007.

En 2022, la commune comptait 961 habitants, en évolution de +0,63 % par rapport à 2016 (Alpes-Maritimes : +2,85 %, France hors Mayotte : +2,11 %).
| 1911 | 1921 | 1926 | 1931 | 1936 | 1946 | 1954 | 1962 | 1968 |
| ---- | ---- | ---- | ---- | ---- | ---- | ---- | ---- | ---- |
| 421  | 294  | 223  | 273  | 248  | 242  | 186  | 267  | 360  |

| 1975 | 1982 | 1990 | 1999 | 2006 | 2007 | 2012 | 2017 | 2022 |
| ---- | ---- | ---- | ---- | ---- | ---- | ---- | ---- | ---- |
| 396  | 600  | 763  | 843  | 892  | 899  | 949  | 952  | 961  |

## Culture locale et patrimoine

### Lieux et monuments

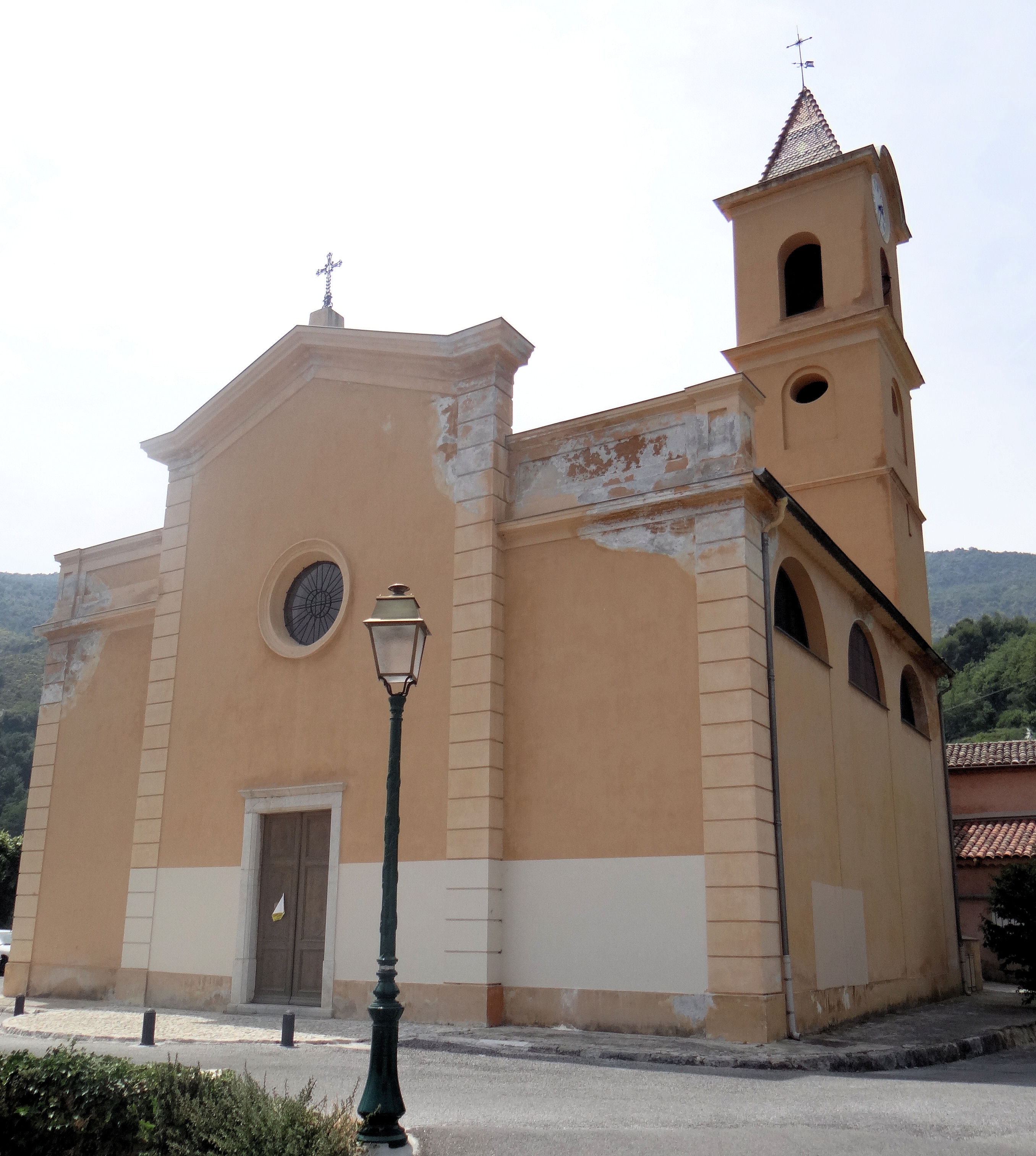
L'église Notre-Dame-du-Rosaire.

- L'église Notre-Dame-du-Rosaire et son clocher de 30 m. Elle a été inaugurée le 5 mai 1868. Elle a été construite sur les fondations de l'ancienne chapelle des Pénitents Blancs qui datait de 1720. Auparavant la messe était dite dans l'ancienne chapelle Notre-Dame-du-Rosaire qui était devenue l'église-vieille où était célébrée la messe pour éviter aux habitants d'aller à l'église de Châteauneuf-Villevieille, très éloignée.

Dans le clocher se trouvent trois cloches de l'église-vieille datant de 1662, 1849 et 1863. Le clocher était initialement plus bas, il a été surélevé en 1883 mais a été très ébranlé au cours du tremblement de terre le 23 février 1887.
On trouve à l'intérieur de l'église une statue de saint Roch placée pendant l'épidémie de petite vérole, en juin 1871.
- L'église-vieille, datant du XVIe siècle, reprise par les pénitents blancs qui avaient cédé leur chapelle pour construire la nouvelle église. L'église a été restaurée en 1868. Un tableau commémore la première chapelle Sainte-Croix des pénitents datant du 15 août 1720.
- La chapelle de l'Immaculée-Conception possède une façade classique. Elle était réservée, en 1720, aux seigneurs Martini et à certains habitants du quartier.
- La chapelle Saint-Benoît ou Saint-Bénédé : à l'ouest de village, en ruines, elle a été détruite par le tremblement de terre de 1887.
- Le Monument aux morts, inauguré par le député Flaminius Raiberti, le 10 septembre 1922.
- Manoir des seigneurs Rosso.
- La Pergola : château du chevalier Charles-Henri Mari, conseiller à la cour d'appel de Nice et sénateur.
- Le Palaï, maison de retraite d'été de Flaminius Raiberti. Sa famille était installée à Bendejun depuis le XVIe siècle.
- Fours à pain et moulin à huile.

### Personnalités liées à la commune
- Flaminius Raiberti (1862 - 1829), député, sénateur et ministre de la Guerre et de la Marine[pourquoi ?].

### Héraldique
| Blason de Bendejun | Blason  | D’azur à l’aiguière d’or.                        |
| Blason de Bendejun | Détails | Le statut officiel du blason reste à déterminer. |

## Pour approfondir